# Lamprochernes muscivorus
Espèce
Synonymes
- Lamprochernes indicus Sivaraman, 1980

Lamprochernes muscivorus est une espèce de pseudoscorpions de la famille des Chernetidae.

## Distribution
Cette espèce se rencontre vers Ouzbékistan, au Turkménistan, en Inde, aux Émirats arabes unis et en Iran.

## Publication originale
- Redikorzev, 1949 : Pseudoscorpionidea of Central Asia. Travaux de l’Institut de Zoologique de l'Académie Sciences de l'U.R.S.S., vol. 8, p. 638-668.